# Tziritzícuaro, Huetamo
Tziritzícuaro är en ort i Mexiko.   Den ligger i kommunen Huetamo och delstaten Michoacán de Ocampo, i den södra delen av landet, 210 km sydväst om huvudstaden Mexico City. Tziritzícuaro ligger 235 meter över havet och antalet invånare är 736.
Terrängen runt Tziritzícuaro är kuperad åt sydväst, men åt nordost är den platt. Runt Tziritzícuaro är det ganska glesbefolkat, med 25 invånare per kvadratkilometer. Närmaste större samhälle är Huetamo de Núñez, 15,3 km norr om Tziritzícuaro. Omgivningarna runt Tziritzícuaro är en mosaik av jordbruksmark och naturlig växtlighet.